# Commodore Amiga 2500
El Amiga 2500 o A2500, era el nombre comercial de un modelo de computadora personal de Amiga. Se trataba de una simple mejora del Amiga 2000, dotado de una tarjeta aceleradora basada en el 
procesador Motorola 68020 o el 68030. Estas mismas tarjetas aceleradoras (la A2620 y la A2630) estaban también disponibles por separado como mejoras para el Amiga 2000. Las versiones con el procesador 68030 se denominaban A2500/30.
Debido a que el Amiga 2500 montaba en la placa base un procesador Motorola 68000 que no se usaba, el diseño no resultaba muy rentable. Se propuso una versión de coste reducido que omitía la aceleradora, pero no pasó de ser un prototipo. Además, como el A2500 no era del todo una máquina de 32 bits, su rendimiento era inferior a un Amiga 3000 corriendo a la misma velocidad de reloj.
El A2500 permanecería en producción incluso después del lanzamiento del Amiga 3000, debido a que el Video Toaster no se podía acoplar a la carcasa del nuevo modelo.